# Australian Government Future Fund
Der Australian Government Future Fund (kurz: Future Fund) ist ein unabhängig verwalteter Staatsfonds der australischen Regierung. Mit seiner Gründung im Jahre 2006 soll er Vorsorgen für Pensionsverpflichtungen von Beamten, die in einer Zeit fällig werden, in der die alternde Bevölkerung voraussichtlich erheblichen Druck auf die Finanzen des Commonwealth ausüben wird.

## Geschichte
Am 11. September 2004 kündigte der damalige Bundesfinanzminister Peter Costello an, dass der Future Fund nach den Bundeswahlen 2004 eingerichtet werden würde. 
Der Future Fund Act 2006 erhielt am 23. März 2006 die königliche Zustimmung. Am 5. Mai 2006 wurden 18 Milliarden US-Dollar aus staatlichen Überschüssen sowie Einnahmen aus dem Verkauf eines Drittels von Telstra im Zuge der laufenden Privatisierung in den Fonds eingezahlt.
Am 28. Februar 2007 übertrug die Regierung den verbleibenden 17-prozentigen Anteil des Commonwealth an Telstra im Wert von 8,9 Milliarden australischen Dollar in den Fonds. Durch diese Einzahlungen und Übertragungen stieg das Vermögen des Fonds bis zum Ende des Finanzjahres 2006/2007 auf über 50 Milliarden australische Dollar.
Im April 2019 gab der Future Fund bekannt, dass er in den letzten zehn Jahren durchschnittlich über 10 % pro Jahr erwirtschaftet habe. Im September 2019 meldete der Future Fund, dass er zum 30. Juni des Vorjahres über ein Vermögen von 162,6 Milliarden US-Dollar verfügte, ausgehend von einem Startkapital von 60,5 Milliarden US-Dollar im Jahr 2008, ohne dass in diesem Zeitraum Beiträge geleistet worden wären.
Im November 2024 gaben Schatzmeister Jim Chalmers und Finanzministerin Katy Gallagher bekannt, dass der Future Fund in nachhaltige Projekte im Bereich grüne Energie und Wohnungsbau investieren soll.

## Mitgliedschaften
Er ist Mitglied im International Forum of Sovereign Wealth Funds (IFSWF) und hat sich damit verbunden auch den Santiago-Prinzipien für angemessenes Handeln und ordentlicher Geschäftstätigkeit verschrieben.